# Sinan-Pascha-Moschee (Damaskus)

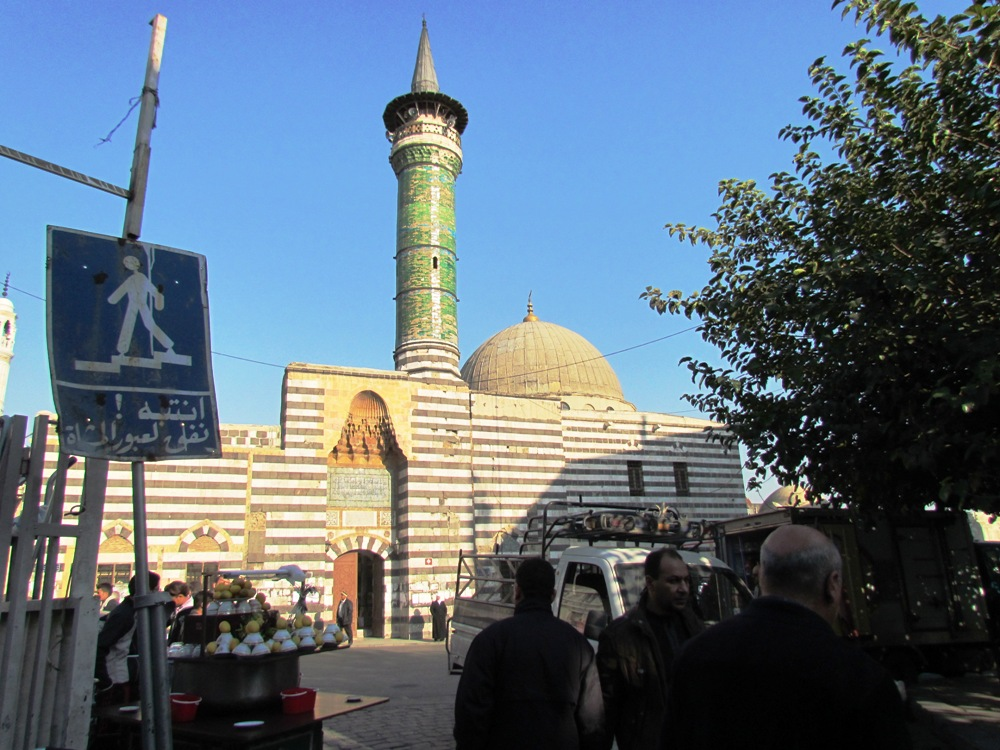
Sinan-Pascha-Moschee

Die Sinan-Pascha-Moschee (arabisch جامع سنان باشا Dschami' Sinan Bascha) ist eine historische Moschee aus der osmanischen Zeit an der Bab-al-Dschabiya-Straße in der syrischen Hauptstadt Damaskus.
Die Sinan-Pascha-Moschee wurde im Jahre 1590 von Koca Sinan Pascha errichtet, der mehrmaliger Großwesir des Osmanischen Reiches und Gouverneur von Damaskus war. Er ließ gleichzeitig mit der Moschee auch eine Medrese und einen Springbrunnen errichten. Ursprünglich grenzte die Moschee auch an ein Bad, eine Bäckerei und Geschäfte. Der Springbrunnen wurde gemäß einer Inschrift 1893 renoviert.
Die Sinan-Pascha-Moschee hat eine große Kuppel in der Mitte und sieben kleinere Kuppeln an der rechteckigen offenen Gebetshalle. Das Gebäude wurde aus abwechselnd hellem und dunklem Gestein errichtet. In der Mitte der Gebetshalle steht der achteckige Springbrunnen, der mit Wasser aus dem Fluss Barada gespeist wird. Das zylinderförmige Minarett mit seiner grünen und blauen Keramik ist einzigartig in Damaskus. Es hat ein Scherefe (Balkon) und ist ebenso wie der Moscheeeingang mit Muqarnas verziert. Der Iwan ist an der Nordwest-Ecke der Gebetshalle.